# Victor H. Krulak
Victor H. Krulak (7 de enero de 1913, Denver, Colorado - 29 de diciembre de 2008, San Diego, California) fue un oficial de United States Marine Corps muy condecorado que luchó en la Segunda Guerra Mundial, la guerra de Corea y la guerra de Vietnam.  Krulak es considerado un visionario por sus colegas.

## Carrera
Victor H. Krulak fue comisionado como segundo teniente después de salir de la U.S. Naval Academy el 31 de mayo de 1934.

### Cuerpo de Marines
Su servicio inicial en los Marines incluye: servicio a bordo del USS Arizona, destacamento en la Academia Naval; 6.º de Marines en San Diego y con el 4.º de Marines en China (1937-39); término de escolaridad Junior School, Quantico, VA (1940); y destacamento con el 1st Marine Brigade, FMF, más tarde 1st Marine Division.